# Gauliga Niederrhein 1935/36
De Gauliga Niederrhein 1935/36 was het derde voetbalkampioenschap van de Gauliga Niederrhein. Fortuna Düsseldorf werd kampioen plaatste zich voor de eindronde om de Duitse landstitel. De club werd autoritair groepswinnaar en versloeg in de halve finale Vorwärts RaSpo Gleiwitz. In de finale tegen 1. FC Nürnberg verloor de club na verlengingen, Nürnberg scoorde de 2-1 in de 120ste minuut.

## Eindstand
| Plaats | Club                          | Wed. | W  | G | V  | Saldo | Ptn.  |
| ------ | ----------------------------- | ---- | -- | - | -- | ----- | ----- |
| 1.     | Fortuna Düsseldorf            | 18   | 12 | 3 | 3  | 40:17 | 27:09 |
| 2.     | VfL Benrath                   | 18   | 8  | 6 | 4  | 33:23 | 22:14 |
| 3.     | Rot-Weiß Oberhausen           | 18   | 10 | 1 | 7  | 26:17 | 21:15 |
| 4.     | SV Hamborn 07                 | 18   | 8  | 4 | 6  | 29:26 | 20:16 |
| 5.     | TuRU Düsseldorf               | 18   | 9  | 1 | 8  | 31:25 | 19:17 |
| 6.     | VfL Preußen Krefeld           | 18   | 8  | 2 | 8  | 41:40 | 18:18 |
| 7.     | Duisburger FV 08              | 18   | 8  | 2 | 8  | 28:36 | 18:18 |
| 8.     | Schwarz-Weiß Essen            | 18   | 4  | 4 | 10 | 30:39 | 12:24 |
| 9.     | Borussia VfL München-Gladbach | 18   | 5  | 2 | 11 | 24:42 | 12:24 |
| 10.    | Union 02 Hamborn              | 18   | 4  | 3 | 11 | 20:37 | 11:25 |

|  | Kampioen, geplaatst voor nationale eindronde |
|  | Degradatie naar Bezirksliga                  |

## Promotie-eindronde

### Groep A
| Plaats | Club              | Wed. | W | G | V | Saldo | Ptn.  |
| ------ | ----------------- | ---- | - | - | - | ----- | ----- |
| 1.     | SSV 04 Elberfeld  | 4    | 2 | 1 | 1 | 07:06 | 05:03 |
| 2.     | Rhenania Würselen | 4    | 2 | 0 | 2 | 08:08 | 04:04 |
| 3.     | VfB 03 Hilden     | 4    | 1 | 1 | 2 | 07:08 | 03:05 |

|  | Promotie naar Gauliga Niederrhein 1936/37 |
|  | Promotie naar Gauliga Mittelrhein 1936/37 |

### Groep B
| Plaats | Club             | Wed. | W | G | V | Saldo | Ptn.  |
| ------ | ---------------- | ---- | - | - | - | ----- | ----- |
| 1.     | TSV Duisburg 99  | 4    | 4 | 0 | 0 | 11:02 | 08    |
| 2.     | VfB Speldorf     | 4    | 1 | 0 | 3 | 06:07 | 02:06 |
| 3.     | SpVg Odenkirchen | 4    | 1 | 0 | 3 | 03:11 | 02:06 |